# 氚管

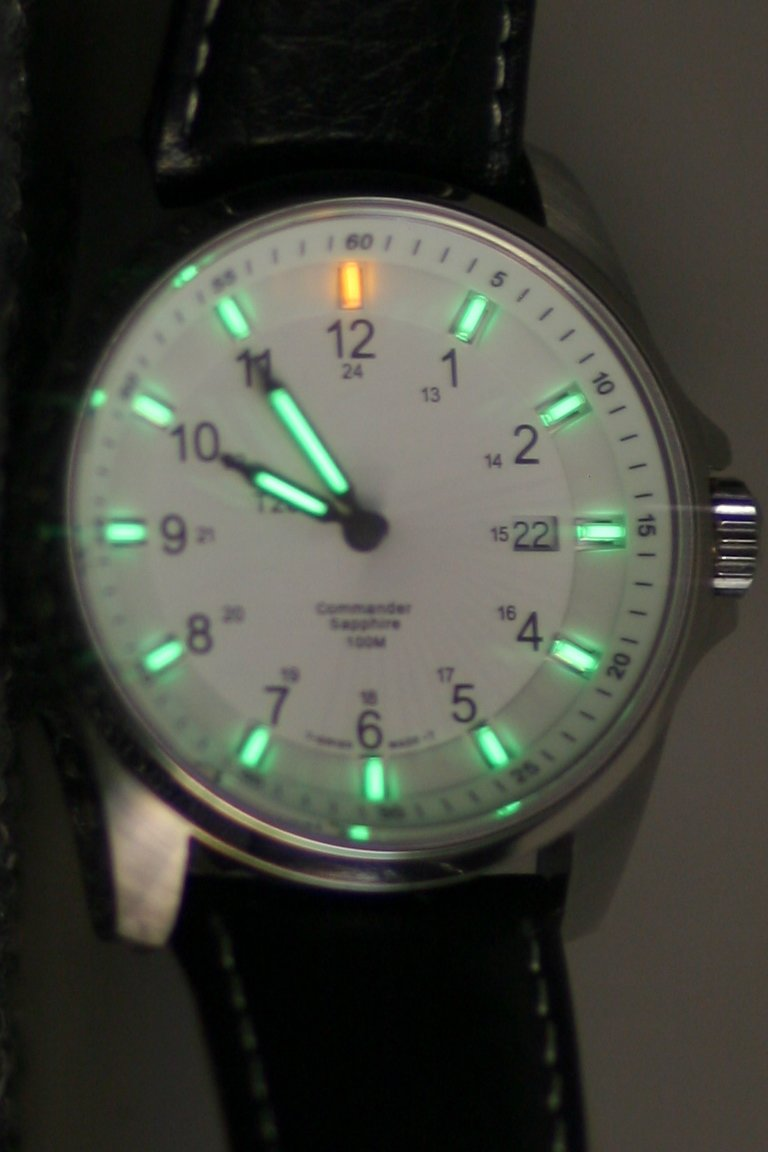
一款利用氚管发光的手表。

氚管，又称氚灯、β灯，是一种利用氢的同位素氚的放射性制造之发光装置，其主要结构是在一个密闭玻璃管中充入氚气，由氚在β衰变时释放出的电子射中涂在玻璃管内部的荧光粉，发出荧光。这个过程被称为辐射发光。氚管的发光不需要从外界接受电能，因此常常应用在警示装置和手表上。近年来，类似于氚管的发光装置已经取代了传统利用镭等有强烈放射性对人体有害元素制造的光源。

## 原理及特性

### 发光原理
由于氚管使用氚气和荧光物料发光，因此其发出的光被称为气态氚光源。而且氚是属于β衰变类的放射性元素，所以氚管发出的光又被称为β光。
氚是一種放射性元素，自然界中含量极低，所以必须通过人工的方法来合成，而且产量非常有限。根据美国能源部的报告，从1955年至1996年四十多年，美国全国氚的产量不过225公斤，大多为军事用途。而且由于氚会衰变为氦，所以剩下的氚不超过75公斤。现在全球每年商业用氚的量大约为400克，而每一克的成本高达30,000美元。
氚管的构造非常简单，就是在一根硼硅玻璃管的内壁涂上含荧光涂料，充入微量的氚气后密封。氚气会均匀的释放出少量的电子流，激发管壁上的荧光材料，使其发光。

### 颜色
如果在氚管中充入微量的磷化物，就能改变氚管发光的颜色。根据磷化物含量的不同，现在生产出的氚管有绿色、红、蓝，黄、紫、橙和白色。

## 应用

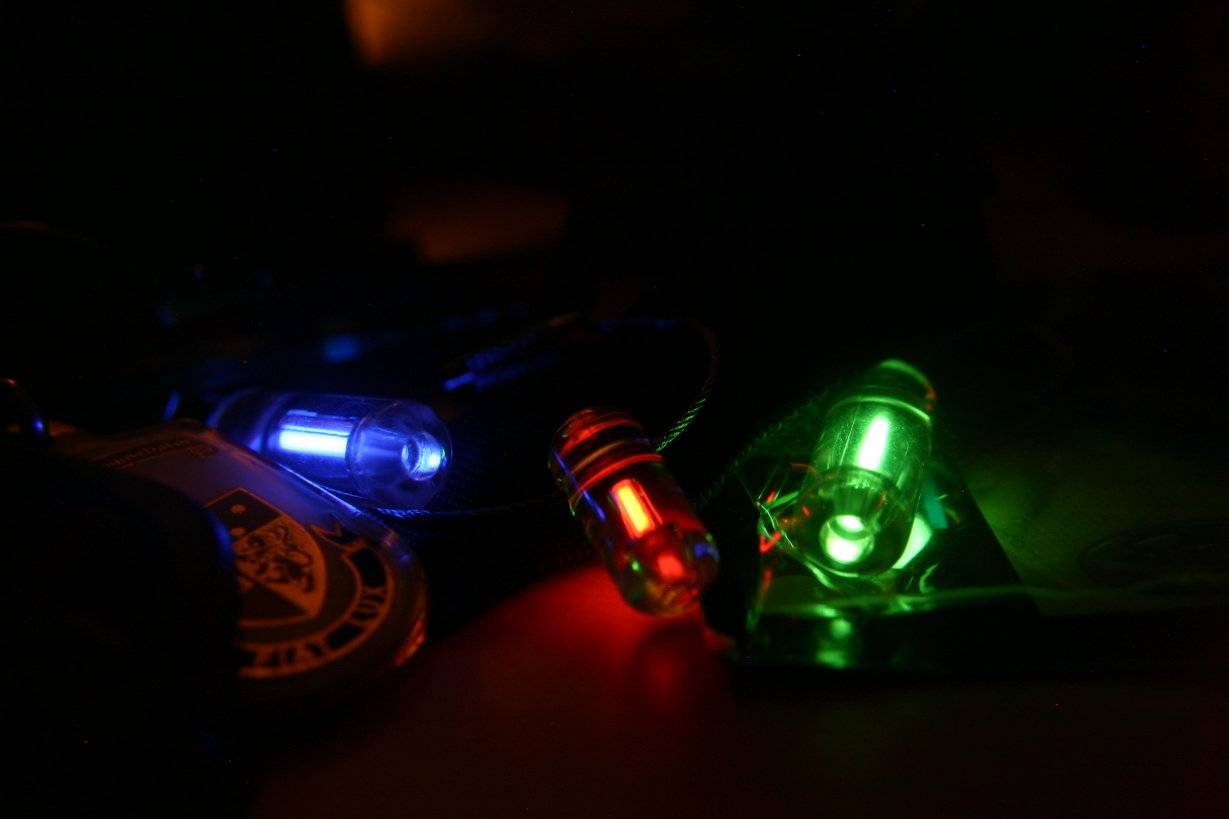
钥匙链上的氚管。

### 日常应用
由于氚管的发光无需借助外来的能量输入，因此常见于高端夜光潜水、军用手表上。有些特殊的钥匙链、紧急出口标识上也会用到氚管。早期的转盘电话上曾经用过氚管，但是由于已经过了多个半衰期，发出的光已经非常微弱，几乎不可见。极个别的鱼饵也会用氚管来吸引鱼类。
日常生活中，最常见氚管的地方还是夜光手表。氚管发出的光非常微弱，在白天几乎不可见，但是在晚上的能见距离能达到数米。因为氚的半衰期为12.43年，此类夜光手表上的氚管使用寿命大约是10-20年。在此期间，氚管的光芒会逐渐减弱。超过两个半衰期，也就是24年后，手表上的光就非常微弱了。尽管一支手表上氚的含量非常少，只有不超过10微克，但是由于的氚的价格非常昂贵，使用氚管的手表往往也比较昂贵。否则氚管的成本就会超过手表本身的造价。一块新的手表，上面的氚管越亮，代表着氚的含量越高，造价也越高。

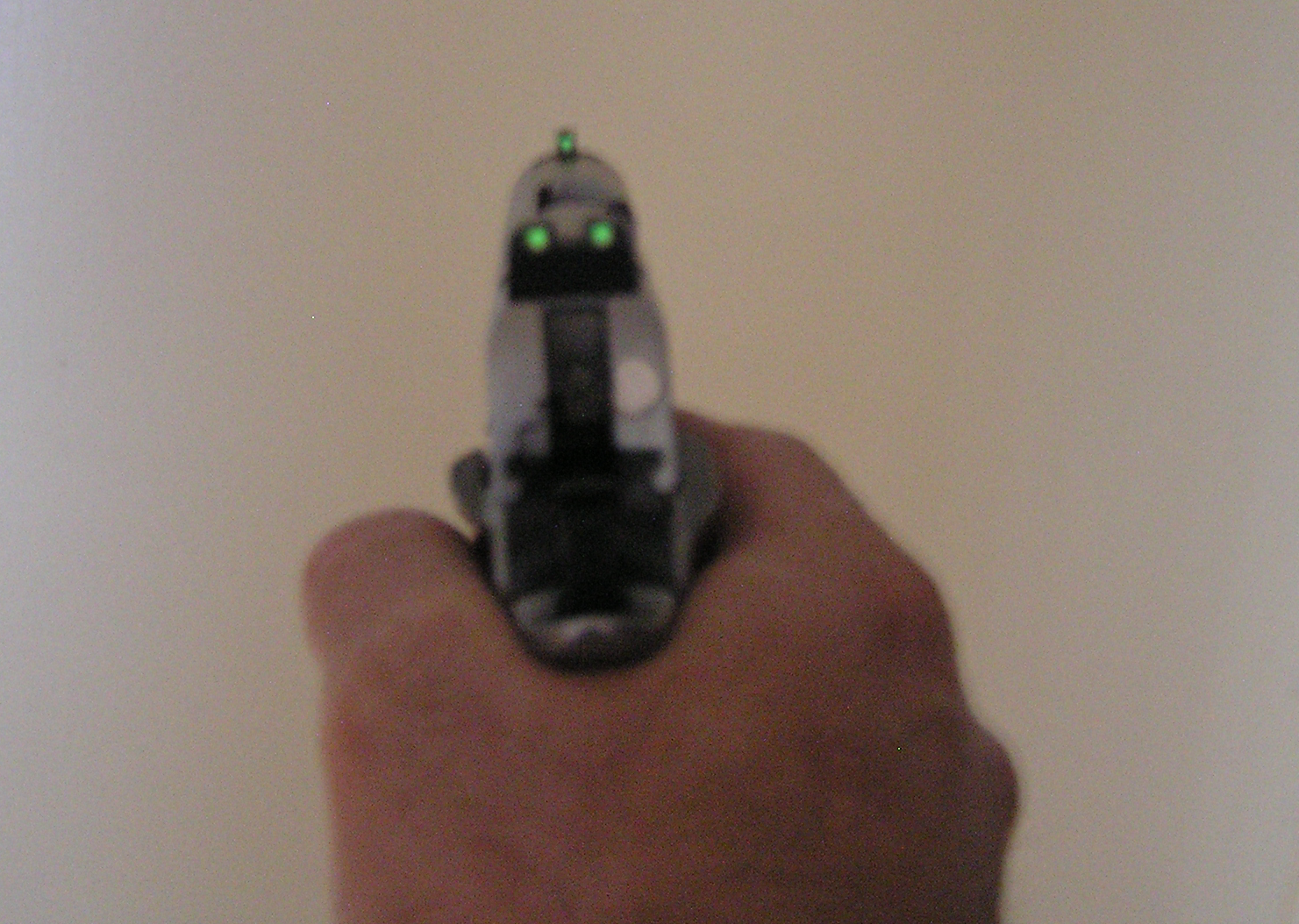
手枪準星上的氚管。

### 军事用途
氚在军事上的用途非常广泛，氚和氚化鋰-6是制造核武器氢弹最主要的原料之一。因此根据美国法律，大量的氚气（超过10克）的生产，运输的销售是被严格管制的。
而氚管则被广泛运用在战斗机驾驶舱的罗盘和军队标识上。
极个别的枪支，例如苏联制SVD狙擊步槍上的PSO-1光學瞄準鏡，以及英国制SA80槍族以上的SUSAT光學瞄準鏡，将氚管安装在準星以上或瞄准镜以内，帮助射手在光线微弱的情况下射击目标。但是，这些枪支上的氚管不会过于明亮以防止暴露士兵的位置。
由于氚管的亮度不可调节，不能适应不同的亮度环境。目前，有一些厂家正在研究用光纤来代替氚管，让其发出的光芒在白天可见，晚上也不会觉得刺眼。

## 对人体健康的影响
尽管氚具有放射性，但是最近的研究表明，少量的封装的氚并不足以对人体构成危害。2007年，英国健康保护局的一份研究提到，氚对人体的危害性至少是国际放射防护委员会（ICRP）公布的两倍。 但是由于夜光手表里面的氚氣被密封在玻璃管中，外面还有手表外壳的保护，因此除非手表外壳破裂，里面的氚管也损坏，否则对人体的影响是微不足道的。
由于氚管是密封的，氚释放出的电子流又非常微弱，穿透深度也非常有限。经过手表机械结构的层层阻隔，已经不足以穿过人的皮肤，对人体造成危害。但是有研究表明，由于轫致辐射，氚会辐射出极其微弱的X射线。如果特殊情况下氚管破裂，氚被人体吸收，还是会有一定的伤害。不过氚的生物半衰期不长，仅12天。每天摄入3-4升的水，能加快排出氚的生物半衰期。
因此，短时间暴露在氚辐射下是无害的。如果氚管破裂，应该尽快地远离这块区域，若是在室内，也要开窗通风排出氚气。自然界中本身就存在非常微量的氚，大自然也具备让氚自我衰变的能力。

## 法律限制
由于氚是制造氢弹等核武器的原料之一，所以氚的使用会牵涉到合法性的问题。尽管制造氢弹需要氚的数量要比一块配备氚管的夜光手表裡的氚要多得多，但是制造氚管的工厂会处理相当数量的氚。因此如此敏感的原料在使用，销售方面有诸多的限制。例如生产自发光警示装置，深海夜光手表的厂家，根据美国法律第10章，第30、32和110节，其氚的进货、使用和处理均在美国核管理委员会的严格监控之下。除此以外，部分州份亦另外立法控制氚的持有、使用和处置。目前氚管在美国和英国已经大量的销售，但是仍然处于相关环境卫生部门的严格管控之下。在世界其他地方，例如亚洲和澳大利亚，氚管的销售都是合法的。